# Kenta Tanno
Kenta Tanno (丹野 研太?, Tanno Kenta; Sendai, 30 agosto 1986) è un calciatore giapponese, portiere del Tochigi.

## Palmarès

### Club

#### Competizioni nazionali
- Coppa J. League: 1

Cerezo Osaka: 2017
- Coppa dell'Imperatore: 2

Cerezo Osaka: 2017
Kawasaki Frontale: 2020
- Supercoppa del Giappone: 2

Cerezo Osaka: 2018
Kawasaki Frontale: 2021
- Campionato giapponese: 2

Kawasaki Frontale: 2020, 2021